# Танака, Токити
Токити Танака (田中都吉, 26 января 1877 года, Миядзу, преф. Киото — 3 октября 1961 года, Токио) — японский дипломат, первый посол Японии в СССР.

## Биография
Окончил среднюю школу Ракукита. В 1898 году окончил Высшую коммерческую школу (Сохё Косюдзё, с 1949 — Университет Хитоцубаси, где, в частности изучал русский язык.
С 1898 года работал в системе МИД Японии. Сначала занимал должность вице-консула в Сеуле, Гонолулу и Нью-Йорке. С декабря 1903 по 1908 год — консул в Сингапуре, Гонконге и Сиэтле. Летом 1906 года направил руководству доклад-исследование положения японок, приезжавших в эти города для занятия проституцией.
С 1908 года — второй руководитель (заместитель руководителя) Торгового бюро при МИД Японии. С 1910 года заведующий экономическим департаментом МИД. В 1916—1919 годах советник посольства в США. С 1919 года заведующий торгово-экономическим департаментом МИД. С 1924 года заместитель министра иностранных дел по информационным вопросам и одновременно президент «The Japan Times».
В 1925 году был назначен послом в СССР и 15 июля вручил верительные грамоты. К тому же времени относится история с заговором с целью покушения на японского посла со стороны «китайских агентов» и «английской агентуры». В протоколе заседания политбюро ЦК ВКП(б) от 23 июля указывалось: «Заговор ликвидировать по возможности без огласки…».
При его непосредственном участии в декабре 1925 года были подписаны первые договора на сдачу нефтяных и угольных концессий (в северной части Сахалина). 23 января 1928 года благодаря его активному участию была подписана многолетняя советско-японская рыболовная концессия, которую он считал своим крупнейшим успехом в работе в СССР.
Уехав в 1930 году на родину на отдых, обратно уже не вернулся. В 1932 году возглавлял японскую делегацию на церемонии формирования и приведения к присяге нового правительства Манчжоу-го. С 1933 года в отставке.
Позже занимался газетным бизнесом, возглавлял издательский дом Chugai Shogyo (ныне Нихон кэйдзай симбун). С 1936 года — президент агентства новостей Домэй Цусин. С 1940 года член Комитета по туризму.
С 1943 года депутат Палаты советников Японии (верхней палаты парламента). После капитуляции Японии в войне лишился всех постов. 16 мая 1946 года подал в отставку из парламента. В 1951—1961 годах директор компании Dentsu. В 1950-х годах участвовал в советско-японских переговорах по вопросам рыболовства.
Умер 3 октября 1961 года и был похоронен на кладбище Аояма в Токио.